# Tetrapleura chevalieri
Tetrapleura chevalieri är en ärtväxtart som först beskrevs av Hermann August Theodor Harms, och fick sitt nu gällande namn av Baker f.. Tetrapleura chevalieri ingår i släktet Tetrapleura och familjen ärtväxter. Inga underarter finns listade i Catalogue of Life.